# 備後三川駅
備後三川駅（びんごみかわえき）は、広島県世羅郡世羅町大字伊尾字的場にある、西日本旅客鉄道（JR西日本）福塩線の駅である。
世羅町唯一の鉄道駅であるが中心部からは離れており、また福塩線の駅で唯一「町」に所在する駅でもある。

## 歴史
- 1938年（昭和13年）7月28日：鉄道省福塩線府中町駅（現・府中駅） - 上下駅間延伸時に開設[2]。
- 1970年（昭和45年）12月10日：業務委託駅化[4]。
- 1985年（昭和60年）12月1日：簡易委託駅化[3]。
- 1989年（平成元年）4月20日：河佐駅 - 備後三川駅間を新線へ切替[2]。旧ルート上にあった隣駅、八田原駅を廃止[2]。
- 1990年（平成2年）：駅舎改築[1]。

## 駅構造
三次方面に向かって左側に単式ホーム1面1線を有する地上駅（停留所）。八田原ダム建設に伴い当駅 - 河佐駅間が八田原トンネル経由新ルートに付替えられた影響で、ホームは府中方が広くなっている。
三次鉄道部管理の無人駅。自動券売機も設置されていない。
駅舎はとんがり屋根のログハウス風で、建物の一部が地元の人の集会所として利用されている。

## 利用状況
近年の1日平均乗車人員の推移は以下の通り。
| 年度               | 1日平均 乗車人員 | 出典  |
| ------------------ | ---------------- | ----- |
| 2002年（平成14年） | 46               | [ 5 ] |
| 2003年（平成15年） |                  |       |
| 2004年（平成16年） |                  |       |
| 2005年（平成17年） |                  |       |
| 2006年（平成18年） |                  |       |
| 2007年（平成19年） |                  |       |
| 2008年（平成20年） |                  |       |
| 2009年（平成21年） |                  |       |
| 2010年（平成22年） |                  |       |
| 2011年（平成23年） | 18               | [ 6 ] |
| 2012年（平成24年） | 21               | [ 6 ] |
| 2013年（平成25年） | 24               | [ 6 ] |
| 2014年（平成26年） | 22               | [ 6 ] |
| 2015年（平成27年） | 17               | [ 6 ] |
| 2016年（平成28年） | 22               | [ 6 ] |
| 2017年（平成29年） | 20               | [ 6 ] |
| 2018年（平成30年） | 19               |       |
| 2019年（令和元年） | 18               |       |
| 2020年（令和2年）  | 21               |       |

## 駅周辺
- 芦田川
- 三川ダム（芦田川水系ダム）
- 三川郵便局
- 国道432号（広島県道25号三原東城線重用）
- ピースライナー（高速バス）「三川局前」停留所

## 隣の駅
西日本旅客鉄道（JR西日本）
 福塩線
河佐駅 - 備後三川駅 - 備後矢野駅
- 前述の通り、1989年のルート変更以前は、河佐駅 - 備後三川駅間に八田原駅が存在した。